# 베티 제인 로즈

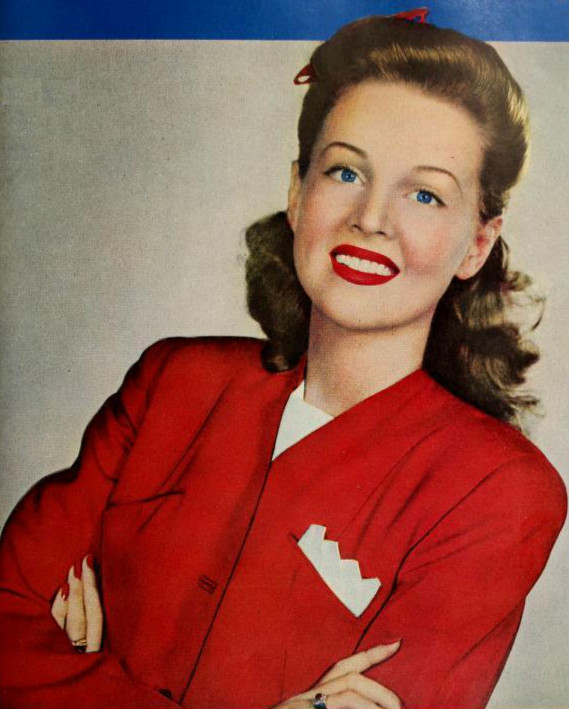

베티 제인 로즈(Betty Jane Rhodes, 1921년 4월 21일 ~ 2011년 12월 27일)는 미국의 배우, 가수, 텔레비전 배우, 영화배우이다.
록퍼드에서 태어났으며 로스앤젤레스에서 사망하였다.

## 영화
- 스웨터 걸 (1942년)
- 스타 스팽글드 리듬 (1942년)
- 프라이오러티스 온 퍼레이드 (1942년)
- 더 플릿츠 인 (1942년)
- 데이 멧 인 아르헨티나 (1941년)
- 라이프 오브 더 파티 (1937년)